# Wyndol Gray
Wyndol Woodrow Gray (Akron, Ohio; 20 de marzo de 1922-Toledo, Ohio; 30 de enero de 1994) fue un jugador de baloncesto estadounidense que disputó dos temporadas en la BAA y una más en la NBL. Con 1,85 metros de estatura, jugaba en la posición de escolta.

## Trayectoria deportiva

### Universidad
Inició su carrera universitaria jugando con los Green Falcons de la Universidad de Bowling Green, donde en su primera temporada lideró a su equipo en anotación, promediando 22,9 puntos por partido.
Tras esa primera temporada se unió a la Armada de los Estados Unidos durante la Segunda Guerra Mundial, regresando en 1944, liderando al equipo junto con Don Otten en el camino a la final del NIT, en la que cayeron ante los DePaul Blue Demons de George Mikan. Esa temporada fue incluido en el primer equipo All-American.
En 1945 jugó con los Crimson de la Universidad de Harvard, llevando al equipo a su primera aparición en la fase final de la NCAA, siendo elegido por la revista Sporting News en el segundo quinteto All-American, dándose la rara circunstancia de ser elegido en dicho equipo dos años consecutivos en diferentes universidades.

### Profesional
Tras acabar su ciclo universitario, en 1946 fichó por los Boston Celtics de John Russell en su primer año de existencia, acabando la temporada como el tercer mejor anotador del equipo tras Connie Simmons y Al Brightman, promediando 6,4 puntos por partido.
Al término de la temporada es traspasado a los St. Louis Bombers a cambio de Cecil Hankins, quienes tras once partidos lo envían a los Providence Steamrollers a cambio de Ariel Maughan, donde juega un único partido antes de ser cortado. Acabó la temporada y su carrera deportiva jugando en los Toledo Jeeps de la NBL.

#### Estadísticas en la BAA

##### Temporada regular
| Temporada | Edad | Equipo                  | Liga | P  | TIT | MIN | TC  | TCA | %TC  | 3P | 3PA | %3P | TL  | TLA | %TL  | R.OF. | R.DEF. | REB | ASIS | ROB | TAP | PER | FP  | PTS |
| 1946-47   | 24   | Boston Celtics          | BAA  | 55 |     |     | 2.5 | 8.7 | .292 |    |     |     | 1.3 | 2.3 | .581 |       |        |     | 0.9  |     |     |     | 1.9 | 6.4 |
| 1947-48   | 25   | TOTAL                   | BAA  | 12 |     |     | 0.5 | 3.1 | .162 |    |     |     | 0.1 | 0.3 | .250 |       |        |     | 0.3  |     |     |     | 1.3 | 1.1 |
| 1947-48   | 25   | St. Louis Bombers       | BAA  | 11 |     |     | 0.5 | 3.3 | .167 |    |     |     | 0.1 | 0.3 | .333 |       |        |     | 0.3  |     |     |     | 1.5 | 1.2 |
| 1947-48   | 25   | Providence Steamrollers | BAA  | 1  |     |     | 0.0 | 1.0 | .000 |    |     |     | 0.0 | 1.0 | .000 |       |        |     | 0.0  |     |     |     | 0.0 | 0.0 |
| Total     |      |                         | BAA  | 67 |     |     | 2.2 | 7.7 | .283 |    |     |     | 1.1 | 1.9 | .570 |       |        |     | 0.7  |     |     |     | 1.8 | 5.4 |